# 富士塚 (横浜市)
富士塚（ふじづか）は、神奈川県横浜市港北区の町名。現行行政地名は富士塚一丁目から富士塚二丁目。住居表示実施済区域。

## 地理
港北区の南部に位置し、東に菊名、南に篠原東、西に篠原町、北西に篠原北、北東に錦が丘と接している。篠原町の字に富士塚谷（ふじづかやと）があり、そこから地名は採られている。

## 歴史

### 沿革
- 1939年（昭和14年）4月　港北区が誕生。篠原町2148番地（現在の富士塚2丁目）にあった旧「大綱小学校篠原分教場校舎」の建物を利用し、初代の港北区役所が置かれる[6]。
- 1971年（昭和46年）7月5日 - 住居表示を実施に伴い、篠原町、菊名町の各一部を分離し、富士塚一丁目、富士塚二丁目を新設[7]。
- 1994年（平成6年）11月6日 - 行政区の再編成に伴い、港北区を再配置。横浜市港北区富士塚一丁目〜二丁目となる[8]。

### 町名の変遷
| 実施後       | 実施年月日               | 実施前（各町名ともその一部） |
| ------------ | ------------------------ | ---------------------------- |
| 富士塚一丁目 | 1971年（昭和46年）7月5日 | 篠原町、菊名町（各一部）     |
| 富士塚二丁目 | 1971年（昭和46年）7月5日 | 篠原町、菊名町（各一部）     |

## 世帯数と人口
2025年（令和7年）6月30日現在（横浜市発表）の世帯数と人口は以下の通りである。
| 丁目         | 世帯数    | 人口    |
| ------------ | --------- | ------- |
| 富士塚一丁目 | 1,002世帯 | 2,037人 |
| 富士塚二丁目 | 1,485世帯 | 3,013人 |
| 計           | 2,487世帯 | 5,050人 |

### 人口の変遷
国勢調査による人口の推移。
| 年                 | 人口  |
| ------------------ | ----- |
| 1995年（平成7年）  | 4,751 |
| 2000年（平成12年） | 4,751 |
| 2005年（平成17年） | 4,903 |
| 2010年（平成22年） | 4,828 |
| 2015年（平成27年） | 4,814 |
| 2020年（令和2年）  | 4,979 |

### 世帯数の変遷
国勢調査による世帯数の推移。
| 年                 | 世帯数 |
| ------------------ | ------ |
| 1995年（平成7年）  | 1,982  |
| 2000年（平成12年） | 2,024  |
| 2005年（平成17年） | 2,095  |
| 2010年（平成22年） | 2,175  |
| 2015年（平成27年） | 2,186  |
| 2020年（令和2年）  | 2,361  |

## 学区
市立小・中学校に通う場合、学区は以下の通りとなる（2024年11月時点）。
| 丁目         | 番・番地等 | 小学校             | 中学校             |
| ------------ | ---------- | ------------------ | ------------------ |
| 富士塚一丁目 | 全域       | 横浜市立篠原小学校 | 横浜市立篠原中学校 |
| 富士塚二丁目 | 全域       | 横浜市立篠原小学校 | 横浜市立篠原中学校 |

## 事業所
2021年（令和3年）現在の経済センサス調査による事業所数と従業員数は以下の通りである。
| 丁目         | 事業所数 | 従業員数 |
| ------------ | -------- | -------- |
| 富士塚一丁目 | 36事業所 | 195人    |
| 富士塚二丁目 | 31事業所 | 89人     |
| 計           | 67事業所 | 284人    |

### 事業者数の変遷
経済センサスによる事業所数の推移。
| 年                 | 事業者数 |
| ------------------ | -------- |
| 2016年（平成28年） | 56       |
| 2021年（令和3年）  | 67       |

### 従業員数の変遷
経済センサスによる従業員数の推移。
| 年                 | 従業員数 |
| ------------------ | -------- |
| 2016年（平成28年） | 247      |
| 2021年（令和3年）  | 284      |

## 施設
- 港北警察署 菊名池交番

## 交通
- 横浜市営バス38系統、84系統と291系統が町の南端を走る。榎本バス停が所在。
- 川崎鶴見臨港バス鶴01系統に「富士塚」停留所があり、町内中部の交通の足となっているが、富士塚バス停自体は菊名3丁目にある。
- 毎週火曜日に限って、「菊名おでかけバス」が町内を走行する[18]。

## その他

### 日本郵便
- 郵便番号 : 222-0012[3]（集配局：港北郵便局[19]）

### 警察
町内の警察の管轄区域は以下の通りである。
| 丁目         | 番・番地等 | 警察署     | 交番・駐在所 |
| ------------ | ---------- | ---------- | ------------ |
| 富士塚一丁目 | 全域       | 港北警察署 | 菊名池交番   |
| 富士塚二丁目 | 全域       | 港北警察署 | 菊名池交番   |